# Try Me
Try Me é o segundo single da carreira solo de Hironobu Kageyama. Foi lançado em 1º de março de 1982 pela Climax Records e possui duas faixas, a homônima e "99% I Love You".

## Produção
Esse foi o segundo single de Kageyama em sua carreira solo após o fim da sua banda LAZY (que se reuniria em 1998). Entretanto, ao contrário do primeiro single, "Kyou wo Ikiyou", foi a primeira vez em que a capa tem o nome do próprio Kageyama, ao invés de seu nome artístico Michell, que usava quando era membro do LAZY.
A faixa-título foi composta e escrita por Hiro Tsunoda, responsável por incontáveis canções no mercado fonográfico japonês, com trabalhos para a NHK.
Já a segunda faixa, "99% I Love You", foi escrita por Tetsuya Chiaki, que trabalhou com nomes como Junko Iwao e Miyavi. Ela foi composta por Tsugutoshi Gotō, que fez parte da Sadistic Mika Band com Tsunoda e Yumi Matsutoya.

## Legado
"Try Me" nunca foi lançado em um álbum de estúdio solo, mas está presente no primeiro álbum ao vivo do cantor, It's LIVE Runnin'. As duas faixas foram inclusas na coletânea The Best of Hironobu Kageyama. e na coletânea Golden☆Best, que celebra os primeiros anos da carreira solo de Kageyama.
Kageyama tocou a música em um show acústico em 2013, o que faz de vez em quando.

## Faixas
| Lado A         |                |                |                |                |         |  |
| N.º            | Título         | Letras         | Música         | Arranjo        | Duração |  |
| 1.             | "Try Me"       | Hiro Tsunoda   | H. Tsunoda     | Ken Satoh      | 4:10    |  |
| Duração total: | Duração total: | Duração total: | Duração total: | Duração total: | 4:10    |  |

| Lado B         |                  |                |                 |                |         |  |
| N.º            | Título           | Letras         | Música          | Arranjo        | Duração |  |
| 1.             | "99% I Love You" | Tetsuya Chiaki | Tsugutoshi Gotō | T. Gotō        | 3:35    |  |
| Duração total: | Duração total:   | Duração total: | Duração total:  | Duração total: | 3:35    |  |